# Тейлор (округ, Айова)
Шаблон:StateAbbr_ 40°44′09″ пн. ш. 94°41′33″ зх. д. / 40.735833333333° пн. ш. 94.6925° зх. д.
Округ  Тейлор (англ. Taylor County) — округ (графство) у штаті  Айова, США. Ідентифікатор округу 19173.

## Історія
Округ утворений 1847 року.

## Демографія
За даними перепису 
2000 року 
загальне населення округу становило 6958 осіб, усе сільське.
Серед мешканців округу чоловіків було 3374, а жінок — 3584. В окрузі було 2824 домогосподарства, 1913 родин, які мешкали в 3199 будинках.
Середній розмір родини становив 2,94.
Віковий розподіл населення поданий у таблиці:
| Стать    | До 15 років | 15-21 | 22-29 | 30-39 | 40-49 | 50-65 | 65-85 | Понад 85 |
| -------- | ----------- | ----- | ----- | ----- | ----- | ----- | ----- | -------- |
| Чоловіки | 665         | 372   | 241   | 393   | 497   | 570   | 562   | 74       |
| Жінки    | 670         | 302   | 257   | 408   | 480   | 547   | 725   | 195      |

## Суміжні округи
- Адамс — північ
- Рінгголд — схід
- Ворт, Міссурі — південний схід
- Нодавей, Міссурі — південний захід
- Пейдж — захід

## Виноски
1. ↑  U.S. Decennial Census. United States Census Bureau. Процитовано 20 липня 2014.
2. ↑  Historical Census Browser. University of Virginia Library. Архів оригіналу за 11 серпня 2012. Процитовано 20 липня 2014.
3. ↑  Population of Counties by Decennial Census: 1900 to 1990. United States Census Bureau. Процитовано 20 липня 2014.
4. ↑  Census 2000 PHC-T-4. Ranking Tables for Counties: 1990 and 2000 (PDF). United States Census Bureau. Процитовано 20 липня 2014.
5. ↑  State & County QuickFacts. United States Census Bureau. Архів оригіналу за 7 червня 2011. Процитовано 20 липня 2014. [Архівовано 2011-06-07 у Wayback Machine.](англ.) Наведено за англійською вікіпедією.
6. ↑  American FactFinder. Бюро перепису населення США. Архів оригіналу за 26 лютого 2012. Процитовано 31 січня 2008. [Архівовано 2008-05-21 у Wayback Machine.]

| США | Це незавершена стаття з географії США. Ви можете допомогти проєкту, виправивши або дописавши її. |